# 盧普鎮區 (內布拉斯加州普拉特縣)
盧普鎮區（英語：Loup Township）是位於美國內布拉斯加州普拉特縣的一個行政鎮區。

## 地方資料
盧普鎮區的面積為111.56平方千米，當中陸地面積為108.95平方千米，而水域面積為2.61平方千米。根據2020年美國人口普查的數據，當地共有人口189人，而人口密度為每平方千米1.69人。